# Udatchny
Udatchny (russo:  Уда́чный; em iacuto: Удачнай, tr. Udaçnay) é uma cidade da Rússia, localizada na Iacútia (República de Sakha).
A cidade possuia uma população de cerca de 12 000 habitantes em 2010.